# Oreochromis angolensis
Oreochromis angolensis es una especie de peces de la familia Cichlidae en el orden de los Perciformes.

## Morfología
Los machos pueden llegar alcanzar los 20,4 cm de longitud total. Esta especie se encuentra en los tramos bajos de los ríos Bengo y Kwanza y en los lagos y lagunas del mismo sector en Angola.

## Distribución geográfica
Se encuentran en África: Angola.